# 카르메 엘리아스
카르메 엘리아스(Carme Elías, 1951년 1월 14일~)는 스페인의 배우이다.

## 출연 작품
- 더 롱거스트 디스턴스(2013)
- 카미노(2008)